# دریاچه بون
دریاچه بون (انگلیسی: Lake Bowen) دریاچه‌ای در کارولینای جنوبی است.